# Бейли, Норман (футболист)
Но́рман Ко́улз Бе́йли (англ. Norman Coles Bailey; 23 июля 1857 — 13 января 1923) — английский футболист, хавбек. Известен по выступлениям за национальную сборную Англии и ряд любительских футбольных клубов XIX века.

## Биография
Бейли родился в Стретеме. Получил образование в Уэстминстерской школе, за футбольную команду которой («Олд Уэстминстерс») он выступал. В дальнейшем играл за клубы «Клэпем Роверс», «Уондерерс», «Свифтс» и «Коринтиан». Характеризовался как «очень надёжный хавбек, энергичный и решительный, обладающий силой и скоростью и никогда не промахивающийся по мячу». Отлично играл головой, считался одним из лучших центральных хавбеков своего времени.
В 1879 году в составе «Клэпем Роверс» сыграл в финале Кубка Англии, уступив в нём с минимальным счётом клубу «Олд Итонианс». На следующий год «Клэпем Роверс» вновь добрался до финала Кубка Англии, на этот раз одержав в нём победу над «Оксфорд Юниверсити» со счётом 1:0.
Норман Бейли провёл 19 матчей за национальную сборную Англии, забив 1 гол. Стал первым в истории сборной Англии футболистом, сыгравшим за неё более 10 матчей. В 15 матчах был капитаном сборной Англии.
По профессии был солиситором и работал в лондонской юридической фирме Baileys, Shaw and Gillett. С 1882 по 1884 год работал в комитете Футбольной ассоциации, а с 1887 по 1890 был вице-президентом Футбольной ассоциации.

## Достижения
Клэпем Роверс
- Обладатель Кубка Англии: 1880[4]
- Финалист Кубка Англии: 1879[4]

Сборная Англии
- Победитель Домашнего чемпионата Британии: 1885/86 (разделённая победа)[4]